# يوجينة بجراء
يوجينة بجراء (الاسم العلمي: Eugenia umbonata) هي نوع من النباتات تتبع جنس اليوجينة من فصيلة الآسية.